# Браян Джонс
Браян Хопкін Джонс  (повне ім'я: Льюїс Браян Хопкін Джонс, англ. Brian Jones, Lewis Brian Hopkins Jones; 28 лютого 1942 — 3 липня 1969) — англійський музикант-мультиінструменталіст, засновник гурту The Rolling Stones.

## Біографія

### Ранні роки
Джонс народився в місті Челтнем, графство Глостершир в роки Другої світової війни. Його батьки, Льюїс Блон і Луїза Беатріс Джонс, були вихідцями з Уельсу і належали до городян середнього класу. У сім'ї крім Браяна було дві дочки: Памела (3 жовтня 1943 — †14 жовтня 1945), яка померла від лейкемії, і Барбара, яка народилася в 1946 році.
Батьки Джонса були глибоко захоплені музикою, і це мало великий вплив на юного Браяна. Працюючи інженером, батько Джонса вмів грати на фортепіано та органі, а також співав у місцевому церковному хорі. Його дружина була вчителем музики і з ранніх років почала вчити сина грі на фортепіано. Пізніше він взяв у руки кларнет і в 14 років грав партію перший кларнета в шкільному оркестрі.
Упродовж усього життя Браян страждав астмою.
У 1957 році Джонс вперше почув записи джазового музиканта Чарлі Паркера, це пробудило його інтерес до джазу, і він переконав батьків купити йому саксофон. Браян учився грати на безлічі інструментів, він їх успішно освоював, але рано чи пізно йому це набридало, і він шукав щось нове. Два роки по тому, на сімнадцятий день народження, батьки подарували йому його першу гітару.
У школі Браян Джонс був відомий як старанний учень і отримував високі оцінки у всіх школах, де йому доводилося вчитися. Крім того, він захоплювався бадмінтоном і стрибками у воду, але не добився великого успіху в спорті. Пізніше він виявив, що навчання в школах будується на муштрі і формальності, і чинив опір цьому: уникав носити шкільну форму, відмовився одягти академічну шапочку і своєю поведінкою виводив з себе вчителів. Все це зробило Браяна популярним серед учнів і змусило недоброзичливців зі шкільного керівництва шукати приводи для приборкання недбайливого учня. Такий спосіб життя підійшов до кінця навесні 1959, коли від сімнадцятирічного Джонса завагітніла його шістнадцятирічна подружка Валері, пізніше вийшла заміж за одного з друзів музиканта, Грехема Райда, автора книги Foundation , яка описує роки, сформували музичні пристрасті майбутньої рок-зірки. Дівчина була на чотири місяці молодша Джонса, що умовляла її зробити аборт. Однак замість цього вона перервала з нею усі контакти і народила сина, названого Саймоном, усиновленої пізніше бездітної родиною. Браян з ганьбою був вигнаний з школи і вдома і влітку того ж року вирушив у подорож по Північній Європі, в тому числі по країнах Скандинавії. Пізніше він згадував про те, як безтурботно проводив цей час, ні до чого не прив'язуючись і заробляючи гроші на вулиці грою на гітарі. Саймон ніколи не бачив батька.
Розповіді друзів Джонса про його враження про поїздку суперечливі і не дають можливості достовірно описати його подорож. Деякі друзі і знайомі кажуть, що Джонс жив за межами Британії у родичів. Сам музикант говорив про те, що після того, як він залишив країну, він жив без грошей, друзів, дому та сім'ї.
Після повернення музичні смаки Джонса змінилися. Вихований на класичній музиці, музикант виявляв інтерес до блюзу (особливо до таких виконавцям як Мадді Вотерс і Роберт Джонсон), пізніше захопився кантрі, джазом і рок-н-ролом. Він продовжив жити безтурботним життям, почавши грати в місцевих блюзових і джазових клубах і витрачаючи всі зароблені на випадкових роботах гроші на нові інструменти. З часом на роботі він почав тягати невеликі суми на сигарети, що неодноразово служило причиною для звільнення.
Незважаючи на гіркий досвід минулих років, Джонс не намагався змінити своє життя. Його другий байстрюк, названий Джуліан Марк Ендрюс (англ. Julian Mark Andrews), народився від Пет Ендрюс (англ. Pat Andrews) у жовтні 1961 року. У день народження сина Джонс продав свою колекцію платівок і на виручені гроші купив квіти для Пет і одяг новонародженому. Ще через якийсь час вони жили разом.

### Створення The Rolling Stones
Зрештою Джонс остаточно залишив рідне місто і вирушив до Лондона, де познайомився з такими музикантами, як Алексіс Корнер, майбутнім солістом англ. Manfred Mann Полом Джонсом (англ. Paul Jones), майбутнім басистом команди Cream Джеком Брюсом та іншими представниками невеликої лондонської ритм-енд-блюзової тусовки, яку згодом і очолили The Rolling Stones. Він ставав професійним блюзменом, деякий час жартома іменував себе «Elmo Lewis», а Білл Вайман (англ. Bill Wyman) стверджував, що Джонс був першим британським слайд-гітаристом.
Весною 1962 року Джонс запросив Йена Стюарта (англ. Ian "Stu" Stewart) і вокаліста Міка Джаггера в свою групу. Останній вперше почув гру Джонса будучи зі своїм другом дитинства Кітом Річардсом в клубі «The Ealing Club», де Джонс виступав з командою Алексіса Корнера і вокалістом Полом Джонсом (англ. Paul Jones). За своєю ініціативою Джаггер брав Річардса на репетиції, в результаті чого Кіт увійшов до складу команди. Джонс і Стюарт взяли захопленість Річардса піснями Чака Беррі, які він хотів поєднати з манерою гри далеких від блюзових традицій Джоффе Бредфорда (англ. Geoff Bradford) і Браяна Найта (грец. Brian Knight), причому останній не переносив Беррі. За словами Річардса, саме Джонсу прийшла в голову назва «The Rollin 'Stones» (пізніше з ' g '), за назвою однієї з пісень Мадді Уотерса.
Перший виступ нової команди відбулося 12 липня 1962 року в лондонському клубі «Marquee» в такому складі: Джаггер, Річардс, Джонс, Стюарт, як бас-гітарист виступив Дік Тейлор (англ. Dick Taylor) (згодом учасник The Pretty Things) і ударник Тоні Чепмен (англ. Tony Chapman).
Протягом 1962-1963 років Джонс, Джаггер і Річардс провели більшу частину часу в будинку (пізніше Річардс відгукувався про нього як про «гарненьке звалище») в лондонському районі Челсі за адресою 102 Edith Grove разом з майбутнім фотографом James Phelge. Велику частину часу Джонс і Річардс проводили за грою на гітарах і прослуховуванням блюзових записів (в основному Джиммі Ріда (англ. Jimmy Reed), Мадді Уотерса і Хауліна Вульфа (англ. Howlin 'Wolf)), також Джонс давав уроки гри на губній гармоніці для Джаггера.
Четвірка музикантів продовжувала шукати постійних басиста і ударника, і після кількох прослуховувань вони запросили на бас Білла Ваймана (англ. Bill Wyman) (багато в чому тому, що у нього були два великих підсилювача VOX AC30 і сигарети). Відігравши на ударних з Міком Ейворі (англ. Mick Avory, пізніше учасник Kinks), Тоні Чепменом (англ. Tony Chapma Chapman) і англ. Carlo Little, музиканти зупинили свій вибір на захоплення джазом Чарлі Уоттс (англ. Charlie Watts), відомому серед лондонської тусовки як один з найкращих ударників та що співпрацював з групою Алексіса Корнера Blues, Inc ..

Уоттс пізніше описував цей час: 
|  | Браян був надзвичайно захоплений музикою на початку. Кіт і я дивилися на нього як на недоумка: для нього це було як місія - вийти на сцену клубу за половину гонорару, щоб бути оголошеним як блюз-бенд. |

Група грала концерти в невеликих блюзових і джазових клубах в передмістях Лондона, поступово знаходячи шанувальників, що не могло сподобатися традиційним джазовим музикантам, що побоювався зростаючої популярності The Rolling Stones. У той час як Джаггер був солістом, Джонс був реальним лідером групи: він організовував промоушн, влаштовував концерти та домовлявся з господарями приміщень, а крім того співав і грав на кількох музичних інструментах (ритм-гітара, слайд-гітара, гармоніка).
Протягом виступів цього періоду (особливо в клубі Crawdaddy в Річмонді) Джонс показав себе більш більш розкутим і привабливим виконавцем, ніж Мік Джаггер. На перших порах Джаггер просто виконував пісні стоячи, в основному по необхідності у зв'язку з тіснотою приміщень.
Будучи менеджером групи, Джонс брав з отриманого доходу на п'ять фунтів більше, ніж інші учасники, що завжди викликало невдоволення решти музикантів.

### Слава і успіх
Слава The Rolling Stones росла, і в квітні 1963 року на них звернув увагу Ендрю Олдхем (англ. Andrew Loog Oldham), який пізніше зустрівся з ними і Еріком Істманом (англ. Eric Eastman), що працював зі-менеджером. Олдхем, трохи попрацював публіцистом Beatles, був шанувальником роману Ентоні Берджесса «Заводний апельсин» та фільму «Expresso Bongo», що описують образи безбашенних і часом жорстоких банд. Натхненний цими творами, він спробував створити блюзову, грубувату альтернативу більш доброзичливим Beatles. Саме йому приписується авторство фрази «Ви б дозволили своїй дочці вийти заміж за музиканта з The Rolling Stones?».
Учасник колективу клавішник Йєн Стюарт (англ. Ian Stewart) був виведений зі складу з двох причин: Олдхем бачив протиріччя між іміджем групи і способом Стюарта, який представляв з себе щось на зразок здорового шотландця, до того ж новий менеджер порахував, що така кількість музикантів не дозволить групі стати помітною. Тим не менш Йен Стюарт залишався в команді як дорожній менеджер і основний клавішник аж до своєї смерті в 1985 році.
Прихід Олдхема також ознаменував початок поступового відчуження Браяна від групи і зниження його значимості, викликаної зусиллями Олдхема перенести лідерство з Джонса на Джаггера й Річардса.
Протягом цього часу авторство багатьох композиції в репертуарі групи приписувалося Nanker Phelge — що означало, що вона є плодом спільних зусиль Джаггера-Джонса-Річардса-Уоттса-Вайман.
Олдхем, як і музиканти, розумів фінансову вигоду написання власних пісень (як це робили Джон Леннон і Пол Маккартні, до того ж було ясно, що кавер-версії чужих пісень не дозволять групі перебувати довго в центрі уваги. Крім того, на концертах Олдхем намагався сфокусувати увагу публіки на натурі Джаггера. Джонс бачив, як міняється політика групи: з репертуару йшли підтримувані їм блюзові кавери, поступаючись спільним творінням Джаггера-Річардса. Тим самим контроль Олдхема став змінювати ролі музикантів.
23 липня 1964 Джонс став батьком втретє, і знову поза шлюбом: матір'ю стала його чергова подружка Лінда Лоуренс (англ. Linda Lawrence). Джонс назвав сина Джуліан Браян Лоуренс (англ. Julian Brian Lawrence). (Пізніше до імені могло додатися ще й Leitch, після того як Лінда Лоуренс вийшла заміж за співака Донована (англ.Donovan) 2 жовтня 1970 року.). За словами Джонса, він називав обох синів Джуліані на честь джазового саксофоніста Джуліана Еддерлі (англ.Julian «Cannonball» Adderley).
Протягом всієї своєї кар'єри Браян Джонс, ґрунтуючись на своєму умінні гри на фортепіано та кларнеті, показував видатні музичні здібності, легко граючи на безлічі інших інструментів. Коли пізніше в The Rolling Stones з'явилася фінансова можливість записуватися на професійних, добре обладнаних студіях грамзапису (таких як Olympic Studio, RCA і Sunset Sound Recorders в Лос-Анджелесі), музикант, перебуваючи під впливом альбому 1965 року «Pet Sounds» групи The Beach Boys і експериментами The Beatles в області індійської музики (в основному грою Джорджа Харрісона на ситарі і тамбурині), спробував внести у музику нові духові та струнні інструменти, граючи з більш підвищеним темпом.
У групі Браян Джонс грав на струнних (гітара, ситара), клавішних (орган, меллотрон), духових (флейта, губна гармоніка) та деяких інших інструментах, таких як решето, ксилофон і марімба. Незважаючи на вміння музиканта грати на кларнеті, фортепіано і мідних інструментах, в архіві The Rolling Stones немає таких записів.
Основна гітара музиканта в ранні роки — Gretsch Double Anniversary, але більше відома його Vox Phantom Mark III. Пізніше Джонс використовував різні моделі Gibson (Firebird, ES-330, Les Paul), а також 12-ти струнну Rickenbacker, прославлену Джорджем Харрісоном.
Гра Браяна внесла значний внесок до звучання The Rolling Stones в шістдесятих. Його партії на:
- слайд-гітарі можна почути в «I Wanna Be Your Man», «Little Red Rooster», «No Expectations»;
- тамбурині — в «Street Fighting Man»,
- марімбі — в «Under My Thumb»,
- флейті — в «Ruby Tuesday»,
- дульцімере — в «Lady Jane» і «I Am Waiting»,
- меллотроні — у «2000 Light Years from Home» і «We Love You»,
- губній гармоніці — в «You Got the Silver».

Взагалі, основні партії губної гармоніки в записах The Rolling Stones у 60-х зроблені Браяном Джонсом.
На ранніх етапах творчості групи (особливо в 1962-1964 рр..) Він також часто виступав як бек-вокаліст: наприклад, у піснях «I Wanna Be Your Man» і «Walking The Dog». Грубуватий вокал Джонса можна також почути в піснях «Come On», «Bye Bye Johnny», «Money» і «Empty Heart» (остання — паралельно вокалом Джаггера й Річардса).
Браян Джонс і Кіт Річардс змогли досягти особливої манери гри, «гітарного переплетення», що згодом стало фірмовим звуком The Rolling Stones. Він полягає в тому, що обидва гітариста одночасно грали або ритм-партії, або соло, не роблячи різниці між цими двома стилями гри. Цей стиль гри також відомий як «чиказький», і його можна почути на альбомах Джиммі Ріда, Мадді Уоттерс і Howlin 'Wolf.
Кіт Річардс згадував згодом про те, що їх з Джонсом «гітарне переплетення» виникло в результаті прослуховування альбомів Джиммі Ріда: Браян Джонс і Кіт Річардс взяли найкраще з прослуханих ними альбомів чиказького блюзу п'ятдесятих і розвинули його. Найкращі приклади можна почути на першому альбомі команди The Rolling Stones та альбомі 1965 «Out of Our Heads». Мультиінструментальний музичний талант Браяна Джонса розкрився починаючи з альбому 1966 «Aftermath», і проявився на наступних «Between the Buttons» «Their Satanic» «Majesties Request». На альбомах 1968 «Beggars Banquet» 1969-го Let «it Bleed» партій Джонса значно менше, і Кіт Річардс демонструє навички «гітарного переплетення» соло або з запрошеними музикантами Рі Кудера (англ. Ry Cooder) і Дейвом Менсон (Dave Mason).
У листопаді 1968 року Браян Джонс придбав ферму Котчфорд (англ. Cotchford) в Східному Сассексі, в якій раніше жив творець Вінні-Пуха Алан Мілн.

### Розрив з the Rolling Stones
Тяжкість гастрольних турів, гроші, слава, відчуження в гурті — все це важко тиснуло на Браяна Джонса і в підсумку призвело до того, що він став більше звертатися до наркотиків і алкоголю в пошуках полегшення. Відомо його пристрасть до ЛСД, кокаїну, марихуани і частим запоїв.
Такі способи зняття напруги негативно позначилися на здоров'ї Браяна Джонса. Кілька разів з різних причин він опинявся в лікарнях, в той час як весь гурт десь відпочивав, і це викликало у нього напади параної і відчуття покинутості.
Вперше Джонс був арештований за підозрою в зловживанні наркотиками 10 травня 1967 року, незабаром після інциденту в маєтку Redlands в Сассексі, що належить Кіту Річардсу. При обшуку в нього були знайдені марихуана, кокаїн і метамфетамін. Він зізнався у курінні марихуани, але категорично заперечував вживання важких наркотиків. Як і при арешті інших музикантів групи, біля будівлі суду під час слухання зібралися натовпи протестуючих, вимагали звільнення Джонса. У кінцевому підсумку він був звільнений, оштрафований і взятий на облік поліції.
У червні 1967 року Браян Джонс разом з черговою подружкою Ніко відвідав музичний фестиваль у Монтереї (англ. Monterey Pop Festival). Там він зустрівся з такими музикантами як Френк Заппа і Денніс Хоппер, а також вивів на сцену Jimi Hendrix Experience — колектив, у той час практично невідомий в Америці. Один з оглядів того заходу назвав Джонса «неофіційними королем фестивалю».
Неприйняття Джаггера й Річардса по відношенню до Джонса, який все більше волів відпочивати окремо від гурту, зростало. Незважаючи на гадану відкритість і дружелюбність музиканта, інші учасники гурту, в тому числі Білл Вайман (англ. Bill Wyman), відзначали, що наодинці Джонс виявляв всю складність свого характеру. Нерідко, погоджуючись з чимось, він міг згодом поміняти свою точку зору, чим виводив з себе багатьох.
У своїй книзі Stone Alone Вайман писав:
|  | Розбіжності між Джаггером-Річардсом і Джонсом росли, і пристрасть останнього до наркотиків і алкоголю не сприяли поліпшенню відносин. Його внесок у музику групи ставав усе менш вагомим, і Джонс задумався про створення окремого проекту. Кіт Річардс став грати більше сольних партій, а якщо Джонсу і набридав який-небудь інструмент, він завжди знаходив щось нове, екзотичне, але тим не менше став все частіше пропускати сесії. Вихід Джонса з групи почав назрівати в 1967 році і став неминучим у травні 1968, коли Джонс записав свої останні партії для групи. Кадри з музикантом в промострічці 1968 року «We Love You» показують його настільки втомленим, що часто Джонсу було важко тримати очі відкритими. Це схоже на вплив «Мандракса» (quaalude), популярного в той час наркотику. Джонс поступово припинив відносини з багатьма музикантами і за межами тусовки The Rolling Stones: Джимом Моррісоном, Бобом Діланом, Джоном Ленноном, Джимі Хендріксом, Джорджем Харрісоном і Стівом Марріот. |

У березні 1967 року подружка Джонса, Аніта Палленберг, поки Джонс проходив чергове лікування, залишила його і пішла до Кіта Річардса, ще більше ускладнивши відносини між музикантами. Пізніше вона заявила, що Джонс був «просто хворий».
Згодом Кіт Річардс згадав про цю подію:
|  | Останні сесії Джонса з групою відбувалися навесні і влітку 1968 року, коли The Rolling Stones записували свої класичні «Jumpin 'Jack Flash» і альбом Beggars Banquet. Джонса можна побачити у фільмі Жана-Люка Годара One Plus One: там він грає на гітарі, базікає, палить з Річардсом - але не бере основної участі в процесі запису. Фільм розповідає про запис пісні «Sympathy for the Devil», і попри те, що Джонс показаний грає на акустичній гітарі, його партія не увійшла до фінальної версії. |

У цей час стало очевидно, що шляхи гурту і Браяна Джонса розійшлися. Попри те, що він зберіг свій мультиінструментальний музичний талант, на альбомі він грає всього в половині пісень: акустична слайд-гітара в «No Expectations», губна гармоніка в «Dear Doctor» і «Prodigal Son», тамбурин в «Street Fighting Man», і меллотрон в «Stray Cat Blues».
Остання поява Джонса в складі The Rolling Stones відбулася в грудні 1968 року, в шоу The Rolling Stones Rock and Roll Circus. Захід — напівконцерт, напівцирк — було організовано для зйомок нового фільму про музикантів, але картина була випущена лише 25 років тому, так як Мік Джаггер був незадоволений виступом власної групи на тлі інших виконавців, які брали участь: Jethro Tull, The Who і Taj Mahal. У фільмі Джонс показаний байдужим до подій і що знаходиться, по всій видимості, під впливом наркотиків чи алкоголю. Під час вступної гри піаніста Julius Katchen його мова заплутана і погано чути, виступ з групою показав, наскільки далеко він відійшов від неї. Додаткові матеріали на DVD доводять, що всі присутні на концерті розуміли, що це останній концерт музиканта спільно з гуртом The Rolling Stones, а Піт Таунсенд з The Who відкрито говорить про те, що, на його думку, це взагалі останній музичний виступ Браяна Джонса.

### Творчість поза The Rolling Stones
У 1966 році Джонс разом зі своєю тодішньою подружкою Анітою Палленберг спродюсував і зіграв в німецькому авангардному фільмі «Mord und Totschlag» (також відомий як «A Degree Of Murder»). Крім того, музикант записав саундтрек до цієї кінокартини, запросивши до роботи різних музикантів, у тому числі гітариста Джиммі Пейджа. Джонс і Палленберг підняли суперечки навколо фільму серією фотографій музиканта у нацистській формі, і хоча Джонс не висловлював симпатії до цієї екстремістської ідеології, він викликав роздратування в багатьох.
На початку 1968 року Джонс зіграв партію перкусії в неопублікованої версії пісні Боба Ділана «All Along the Watchtower» у виконанні Джимі Хендрікса, провів ще кілька джемів із ним, а потім з Дейвом Месон і групою Traffic. Крім того він виконав партію на саксофоні в пісні The Beatles "You Know My Name (англ. Look Up The Number), а також взяв участь у записі пісні «Yellow Submarine», де створював звук розбитого скла.
Влітку 1968 року Джонс працював з марокканським ансамблем Master Musicians of Joujouka. У 1971 році альбом Brian Jones Presents The Pipes Of Pan At Joujouka був посмертно випущений, за своїм звучанням він близький до етнічної музики. У 1989 році Джаггер і Річардс зустрічалися з цим ансамблем і сином лідера колективу, з яким працював Джонс. У результаті для альбому Steel Wheels британських музикантів був записаний трек «Continental Drift». Ця подія відображене у фільмі BBC «Rolling Stones in Morocco», пізніше випущеної на VHS.

### Загибель
Джонса було вдруге заарештовано 21 травня 1968 року, цього разу йому було пред'явлено звинувачення в зберіганні марихуани. Джонс заявив, що наркотик належав попереднім господарям будинку, в якому його виявили. Тим не менш, з огляду на випробувальний термін після першого суду, музикант зіткнувся з реальною загрозою тривалого тюремного ув'язнення. Білл Вайман пізніше коментував це так: 
|  | Арешт був добре спланований. Браян і група були обрані цілями в спробі влади відштовхнути людей від вживання наркотиків . |

 Присяжні визнали Джонса винним, але суддя був налаштований прихильно до музиканта. Замість покарання і осуду суддя сказав:
|  | Заради всього святого, не повертайся до цього, інакше це може стати реальною проблемою . |

 Доводи звинувачення були слабкі і ґрунтувалися тільки на свідченнях поліцейських, які пізніше були викриті в корупції (деякі з них брали також участь у справах проти учасників The Beatles Джона Леннона і Джорджа Харрісона)
Проблеми Браяна з правосуддям, його відчуження від колективу, зловживання алкоголем і наркотиками, періодичність творчості і зміни настрою незабаром стали обтяжувати гурт. The Rolling Stones планували на 1969 рік перший за три роки тур по Сполучених Штатах, але другий арешт Браяна зробив проблематичним його вʼїзд в цю країну.
Крім того, варто пам'ятати, що музика The Rolling Stones була заснована на грі двох гітар, які вторять одна одній. Пристрасть Джонса до екзотичних музичних інструментів служила доповненням до гри Кіта Річардса. Джонс рідко з'являвся на студії, а якщо й приходив, то не залишав після себе гідного музичного матеріалу, або його гітару просто відключали, залишаючи гітарні партії тільки за Річардсом. Згідно зі словами Гарі Хермана (англ. Gary Herman), Джонс був «практично нездатний до музикування; коли він спробував зіграти на губній гармоніці, то не зміг правильно влаштувати її в роті».
Таке ставлення Джонса до роботи вперше виявилося при створенні Beggar's Banquet, а на час роботи над Let It Bleed воно стало постійним. Під час запису «You Can't Always Get What You Want», Джонс несміливо поцікавився у натхненного процесом Джаггера: «Що я можу зіграти?», на що Мік відповів - "Я не знаю, Браян, що ти можеш зіграти? ". З цього моменту Джонс став рідко з'являтися в студії. У травні він ще працював над партією губної гармоніки у пісні «You Got the Silver». Також Джонс відзначений як перкусіоніст при записі «Midnight Rambler», але його інструмент погано чутно в новій версії альбому. Мік Джаггер довів до відома Джонса про те, що він буде автоматично виключений з групи у разі якщо його не задіють у фотосесії до випуску компіляції Through The Past, Darkly (Big Hits Vol. 2). Незважаючи на змучений і хворий вигляд, музикант тим не менш взяв участь у зйомці.
The Rolling Stones вирішили, що наступний за альбомом Let it Bleed (його випуск було заплановано на липень 1969 року) реліз вони оголосять під час свого північноамериканського туру, який повинен був початися в листопаді. Однак керівництво групи отримало офіційну відмову у видачі дозволу на в'їзд для Браяна Джонса. Разом з дорожнім менеджером і клавішником групи Йеном Стюартом (Ian Stewart) the Rolling Stones прийняли рішення, що найкращим виходом буде знайти нового гітариста. 8 червня 1969 Мік Джаггер, Кіт Річардс і Чарлі Уоттс відвідали Браяна Джонса і повідомили йому, що група, яку він створив, продовжить працювати без нього.
Широкій публіці це все подавалося як раптовий відхід Джонса з гурту. Інші члени групи запропонували Джонсу вибрати, як оголосити про розрив публіці. 9 червня Джонс анонсував свій відхід з групи і, крім іншого, заявив:
|  | Я більше не можу на них дивитись після всіх дисків, які ми записали. |

Згодом The Rolling Stones повернулися до свого блюзового звучання, до якого завжди тяжів Джонс. Він був замінений двадцятирічним гітаристом Міком Тейлором (англ. Mick Taylor) з John Mayall's Bluesbreakers, який негайно включився у репетиції.
У цей час Джонс в основному жив у своєму маєтку в Котчфорді, будуючи плани зі створення нової команди. На наступному тижні він зустрівся в студії Olympic з колишніми товаришами по групі, і присутній там Білл Вайман зазначив, що Браян був «натхненний власними планами». Крім того, Джонс зустрічався з Йеном Стюартом, Алексісом Корнер і продюсерами Мітчем Мітчеллом (Mitch Mitchell) і Джиммі Міллером (англ. Jimmy Miller). У розмові з Корнер музикант жартівливо припустив можливість свого приєднання до групи Алексіса New Church, але той умовив Браяна створити власну групу. Розмова з Міллером не була продуктивною, і вони домовилися зустрітися ще раз, пізніше, на початку липня.
До того часу музикант дуже змінився як зовні, так і внутрішньо. На його останніх фотографіях, зроблених незабаром після розриву з групою 23 червня 1969 з шкільної подружкою Хелен Спітелл (англ. Helen Spittal), Браян виглядає опухлим, з запалими очима. Проте люди, які відвідували його, були здивовані станом Джонса, зокрема Алексіс Корнер зазначив, що Браян був «щасливий як ніколи».
Близько опівночі 3 липня 1969 Браян Джонс був виявлений на дні басейну у своєму маєтку в Хартфілд. Він зайшов у воду на кілька хвилин, і його подружка Анна Уолін (англ. Anna Wohlin), що була присутня в будинку, переконана в тому, що Джонс був живий, коли вони дістали його з води, стверджуючи, що у музиканта промацувався пульс. Прибулі лікарі констатували смерть. У висновку експертизи значиться «смерть з необережності», також наголошується, що серце і печінка загиблого були деформовані в результаті зловживання алкоголем і наркотиками. Виникла версія самогубства, що легко припустити, враховуючи стан музиканта в останні дні, було непрямим звинуваченням проти Джаггера й Річардса, які зробили свій внесок у погіршення здоров'я Джонса.
Анна Уолін в 1999 році заявила, що музикант був убитий будівельником, який разом з компаньйоном допомагав їм реставрувати маєток, Френком Торогуда (англ. Frank Thorogood), в чому останній нібито зізнався перед смертю водієві the Rolling Stones Тому Кейлоку (англ. Tom Keylock), але інших свідчень на доказ цієї версії не існує. У своїй книзі «Вбивство Браяна Джонса» («англ. The Murder Of Brian Jones») вона посилається на підозріло радісну поведінку Френка Торогуда під час інциденту в басейні (крім того він був останнім, хто бачив Джонса живим). Правда, вона уточнює, що не пам'ятає всіх подробиць тих подій. Було кілька людей, які також заявили про вбивство журналістам, але всі вони були під псевдонімами і жоден з них не погодився дати свідчення в поліції (одного з них, «Марті», Хотчнер, англ. AE Hotchner, у своїй книзі назвав просто «з'їхав»). Через три тижні після загибелі Джонса на його шофера Джоана Фіцсіммонса (Joan Fitzsimmons) вчинив напад якийсь іноземець, що Уолін також пов'язує зі смертю музиканта. У своїй книзі «Хто вбив Крістофера Робіна?» («Who killed Christopher Robin?») письменник Террі Роулінгс (Terry Rawlings) під псевдонімами «Джоні і Мо» описав двох будівельників, у яких були напружені відносини з музикантом в останні дні його життя.
Після смерті музиканта з його будинку зникло багато речей, зокрема музичні інструменти і предмети розкоші, в основному завдяки Торогуду, водієві Тому Кейлоку і деяким іншим особам, які перебували в довірі. Ходили чутки про те, що також були викрадені якісь демо, які Браян Джонс готував для свого майбутнього проекту, проте ніяких записів з тих пір не оприлюднювалося. Деякі викрадені предмети через деякий час опинилися в колекціях: наприклад годинники з дарчим написом, подаровані Джонсу Алексісом Корнер, були виставлені на аукціоні Christie's в Нью-Йорку всього п'ять років по тому.
На смерть музиканта відгукнулися багато музикантів: Піт Таунсенд опублікував у The Times поему «A Normal Day For Brian, A Man Who Died Every Day», Джимі Хендрікс під час виступу на американському телебаченні присвятив йому пісню, Джим Моррісон з The Doors опублікував Ode To L.A. While Thinking Of Brian Jones, Deceased.
Відповідаючи на питання журналістів про Браяна Джордж Харрісон сказав: «Він дуже сподобався мені, коли ми познайомилися. Він був хорошим хлопцем. Я добре його знав і відчував його близькою людиною, і ви знаєте, як це буває з деякими — ви відчуваєте їх, відчуваєте душевну близькість. Він народився 28 лютого 1942 року, я народився 25 лютого 1943 року, він був у групі з Міком і Кітом, я — в групі з Джоном і Полом, між нами склалося своєрідне розуміння. Наші положення були схожими, і я часто зустрічався з Браяном, коли у нього були важкі часи. У нього було все в порядку, за винятком любові, яку він не зміг подолати. Я не думаю, що у нього було достатньо любові і розуміння. Він був добрим, щирим і чуйним, і ми повинні це пам'ятати».
The Rolling Stones організували концерт в Гайд-парку Лондоні 5 липня 1969 року, через два дні після загибелі Джонса. Концерт був запланований кількома тижнями раніше і повинен був представити публіці нового гітариста. Критики заговорили про безсердечність музикантів по відношенню до засновника групи, і у відповідь на це концерт було присвячено пам'яті Браяна. Перед виступом Джаггер зачитав уривок з вірша «Adonais» Персі Шеллі (Percy Shelley), написаного на смерть друга Шеллі Джона Кітса (John Keats). Менеджер групи придумав випустити над сценою білих метеликів, які повинні були символізувати душу музиканта, але частина з них загинула від спеки ще в коробках, а ті, що вижили пролітали кілька метрів і падали на голови присутніх. Концерт був розпочатий з однією з улюблених пісень загиблого, «I'm Yours And I'm Hers» Джонні Вінтера (Johny Winter).
Джонс був похований на глибині 12 футів (для запобігання вандалізму), і, як повідомляється, його труну було прикрашено сріблом і бронзою (що ставиться під сумнів, тому що труну було опущено у могилу вручну всього двома службовцями). Труна була подарована Бобом Діланом. The Rolling Stones просили фанів не брати участь у заході; з членів групи у похороні брали участь тільки Уоттс та Вайман. Мік Джаггер і Маріанна Фейтфул були в цей час на зйомках фільму в Австралії і пояснили свою відсутність умовами контракту. Кіт Річардс і Аніта Палленберг відмовилися брати участь у церемонії, вважаючи, що їх присутність там була б небажаною.

## Авторські права музиканта
За умовами контракту з Джаггером і Річардсом Джонс не значився як автор пісень. Він був не впевнений у своїх композиторських здібностях, і досі немає єдиної думки щодо його внеску в процес створення нового матеріалу для музикантів.
Через роки шанувальники The Rolling Stones розділилися на дві частини. Одні дотримуються думки, що внесок Браяна Джонса значно більший, ніж вважається, і приписують йому авторство в багатьох ранніх піснях групи, де він не зазначений як співавтор. Інші вважають, що внесок гітариста в звучання групи незаперечний, але його композиторські здібності не дозволяють вважати Джонса співавтором. Встановити істину вже неможливо.
Розповідають, що нібито при першій зустрічі групи з Ендрю Олдхем (англ. Andrew Oldham) останній хотів створити творчий союз між Браяном Джонсом і Джином Питна (англ. Gene Pitney), американським естрадним співаком, композитором і піаністом, але з якихось причин це не відбулося. Білл Вайман не раз говорив в інтерв'ю, що попри те, що Джаггер і Річардс ревно оберігали свій авторський статус, вони завжди були відкриті для добрих ідей: його ім'я в «In Another Land» і «Downtown Suzie» доводить це (це теж відзначав і Рон Вуд (англ. Ron Wood), який записав із групою більше двох десятків пісень). Вайман також висловлювався про те, що Джонс був «приголомшливо обдарованим музикантом, але не автором пісень».
На теперішній момент Джонс значиться автором тільки в тридцятисекундному джинглі «Rice Krispies», записаному для реклами продукту компанії Kellogg's разом з Дж. Томпсоном (англ. JW Thompson) у 1963 році. Музиканти не афішували твір: це звичайна практика для музичних груп, що потребують грошей. Те, що Джонс приписав авторство собі, не всім було до смаку, тому що роботу вважали плодом спільних зусиль, і дохід був поділений порівну. Відомо 14 пісень групи, автором яких відзначено «Nanker Phelge», псевдонім, який вказує, що в написанні пісні брали участь всі музиканти команди (у тому числі і Джонс). Після 1965 року музиканти відмовилися від його використання. 'Nanker' — вигаданий персонаж, якого час від часу згадували Джаггер і Річардс, а 'Phelge' — прізвище їх приятеля James Phelge, з яким вони свого часу знімали будинок на Edith Grove, 102.
Є спірним авторство пісні «Ruby Tuesday». Флейта Джонса є однією з найважливіших складових твори, нарівні з партією на фортепіано Джека Ніцше (англ. Jack Nitzsche) і грою на контрабасі Річардса і Вайман. Частина прихильників вважають, що Браян Джонс відмовився вказувати себе як автора. Самі музиканти вказують на авторство Річардса: про це заявляли Bill Wyman і Glyn Johns. Річардс неодноразово говорив, що він написав цю пісню в готелі Лос-Анджелеса на початку 1966 року, назва треку взято на ім'я одного з готелів, в якій їм довелося зупинитися в ході гастролей по Сполучених Штатах, а сама історія розповідає про одну з подружок групи. Мік Джаггер в інтерв'ю журналу Rolling Stone, присвяченому авторству пісень групи, сказав про цю пісню: «Прекрасні музика і текст, які б я ніколи не зміг придумати». Маріанна Фейтфул стверджує у своїй книзі, що мотив пісні був придуманий Джонсом як суміш середньовічної музики і блюзу Скіпа Джеймса (англ. Skip James).
На питання «Чи пишете Ви пісні?» Браян Джонс відповів в 1965 році: " Завжди намагався. Я написав їх чимало, але в основному це блюзи ". Однак Кіт Річардс відповів на питання, показував чи Джонс коли-небудь свої роботи групі, так: "Ні, немає, абсолютно немає. Це єдина річ, яку він ніколи не робив. Браян не хотів показувати нічого з своєї творчості хлопцям з групи, і наскільки я знаю, не написав жодної пісні цілком, лише уривки, та й ті він не демонстрував. Не сумніваюся, то що він проводив години, дні, тижні у написанні, але його параноя була настільки велика, що він не подолав себе і не показав нам своїх робіт ".

## Публічний образ і легенда
Браян Джонс також отримав визнання як один із законодавців стилю завдяки своїй бунтарській, незвичайній зовнішності. Він був найпривабливішим в ансамблі, його манера поведінки та імідж зробили значний вплив на моду Лондона шістдесятих.
Браян був невисокого зросту (168 см), блакитноокий блондин, і тим не менш один з перших, хто сформував типовий образ «рок-зірки». Відомі випадки, коли він рятувався від переслідують його шанувальниць на вулиці, як у фільмі Beatles «Вечір важкого дня».
Джонс, так само як і Джаггер, мав чітко виражену політичну позицію. В інтерв'ю він часто висловлювався за легалізацію абортів і деяких видів наркотиків, а також надавав підтримку руху за права сексуальних меншин. Браян був дуже красномовний, і його інтелект, разом з непримиренною незгодою з соціальною несправедливістю, зробив його одним з перших англійських рок-зірок, які брали участь в «Британському вторгненні».
Пісня гурту «Psychic TV» під назвою «Godstar» присвячена смерті музиканта, також як і пісня Робіна Хитчкока (Robyn Hitchcock) «Trash».
В 2005 році вийшов фільм «Stoned», заснований на вигаданих подіях.
У 2001 році Браян Джонс згадується в пісні гурту «De-Phazz» «Death By Chocolate» «Something Special».